# Ritornel

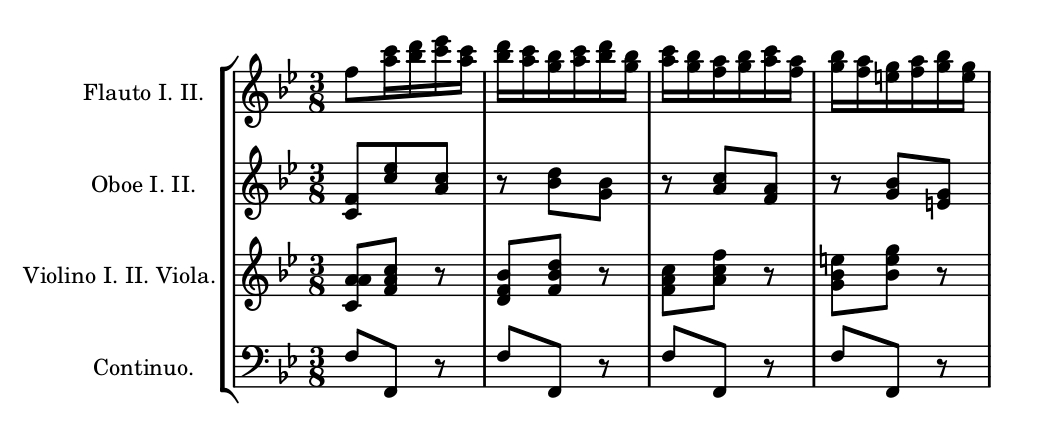
Początek pierwszego z trzech ritornelów orkierstralnych z końcowej partii pierwszej części kantaty J.S. Bacha Brich dem Hungrigen dein Brot, BWV 39

Ritornel (wł. ritornello, fr. ritournelle) – krótki, kilkutaktowy ustęp muzyczny wykonywany przez grupę instrumentów bądź orkiestrę. 
Termin ten stosowany jest w odniesieniu do opisu i analizy muzyki dawnej. Ritornel pełni w utworach instrumentalnych funkcję podobną do tej jaką w pieśniach i piosenkach pełni refren. 

## Pochodzenie
Określenie to pojawiło się w muzyce XVII wieku i oznaczało krótki fragment instrumentalny zamieszczany w większych formach muzycznych powstałych w okresie baroku. Kompozytorzy określali więc ritornelem wstęp orkiestrowy w arii, jej zakończenie, bądź epizod wykonywany przez instrumenty w jej części środkowej, a także wszelkie samodzielne (nie będące akompaniamentem) interwencje instrumentów bądź całej orkiestry w trakcie innych form wokalnych jak: duety, tercety, chóry itp. Ritornele przedzielały więc, porządkowały i współkonstruowały przebieg większej formy wokalnej bądź instrumentalnej. 
We francuskiej muzyce operowej i baletowej XVII i XVIII wieku ritournelle oznaczał podobnie jak w muzyce włoskiej, epizodyczny fragment grany przez instrumenty, z tą różnicą, że często służył on jako wstawka taneczna, do której układano choreografię (np. w chóralnych fragmentach oper Jeana-Baptiste Lully’ego).

## Inne znaczenia
- dwuwierszowy refren w dawnej balladzie, madrygale lub frottoli
- główny temat ronda powracający kilkakrotnie po zmienionych odcinkach, tzw. epizodach
- włoska forma poetycka złożona ze zwrotek 3-wierszowych, w których rymuje się pierwszy i trzeci wyraz